# Henry Paulson
Henry Merritt "Hank" Paulson Jr. (født 28. marts 1946 i Palm Beach i Florida) er en amerikansk forretningsmand og siden 3. juli 2006 USA's finansminister. Han er troende tilhænger af det religiøse samfund Christian Science.
| Efterfulgte: John W. Snow | USA's finansminister 2006–2009 | Efterfulgtes af: Timothy Geithner |